# Elbow (Band)
Elbow ist eine britische Rockband aus Manchester.

## Geschichte
Elbow entstammt der Musikszene Manchesters der 1990er Jahre, die sich um das pulsierende Northern Quarter an der Oldham Street zentrierte.
Die Band ist nach einem Zitat aus der BBC Fernsehminiserie „The Singing Detective“ benannt. Der Charakter „Philip Marlow“ sagte dort, dass das Wort “Elbow” (deutsch: „Ellenbogen“) das sinnlichste Wort der englischen Sprache sei, nicht aufgrund seiner Definition, aber aufgrund der Weise, wie es sich beim Aussprechen anfühle.

### 1990: Gründung und erste Veröffentlichungen
Guy Garvey traf Mark Potter 1990 im Alter von 16 an einem Sixth form college („Oberstufe“). Mark lud Guy als Sänger in eine Band ein, in der er mit Richard Jupp und Pete Turner spielte. Zusammen gründeten sie die Band SOFT. Bis 1997 änderten sie den Namen der Band in Elbow, unterzeichneten einen Vertrag bei Island Records und nahmen ihr Debütalbum mit Steve Osbourne als Produzent auf.
Island Records wurde von dem Musiklabel Universal Music aufgekauft und Elbow wurden zusammen mit vielen anderen Bands fallengelassen. Das Album kam daher nie heraus. Daraufhin veröffentlichten sie bei dem Independent-Label Ugly Man Records die EPs The Noisebox und The Newborn, welches von BBC Radio 1 entdeckt und häufig gespielt wurde.

### 2000: Erstes Album „Asleep in the Back“
Für ihr erstes Album Asleep in the Back, das 2001 bei V2 Records erschien, erhielten sie je eine Nominierung beim Mercury Music Prize und bei den Brit Awards.
Der Titel des 2003 veröffentlichten zweiten Albums Cast of Thousands ist eine Referenz an ihren Auftritt bei dem Glastonbury Festival 2002, als sie tausende Zuschauer aufnahmen, die „We still believe in love, so fuck you“ sangen. 2004 ging Elbow auf Tour in Kuba und spielte dort als erste britische Band ein Konzert außerhalb Havannas. Von dieser Tour drehte der britische Dokumentarfilmer Irshad Ashraf einen Kurzfilm.
Das dritte Album Leaders of the Free World veröffentlichte die Band im September 2005, nachdem die erste Single Forget Myself (auch bekannt als Buddha with Mace) am 22. August erschienen war. Für das 2005 erschienene Benefizalbum Help – a Day in the Life der Organisation WAR child steuerten sie das Lied Snowball bei.

### 2008: Durchbruch mit „The Seldom Seen Kid“
Im März 2008 erschien das vierte Album The Seldom Seen Kid, für das die Band sieben Jahre nach der ersten Nominierung erneut für den Mercury Music Prize vorgeschlagen wurde und ihn anders als 2001 auch gewann. Dabei vermochten sich Elbow überraschend gegen Bands wie Radiohead, British Sea Power und Estelle durchzusetzen.
Elbow verzichteten bei den Aufnahmen zu The Seldom Seen Kid gänzlich auf das Mitwirken von fremden Produzenten, was das Album, wie sie selbst beschreiben, “Darker and Heavier” macht.
Elbow spielen seither für viele große Bands in Stadien im Vorprogramm. So absolvierten sie Auftritte als Vorgruppe von R.E.M., von U2 und auch von Coldplay.
Im Februar 2009 gewannen Elbow den Brit Award für die beste Band des Jahres, im Mai zwei Ivor Novello Awards.
Peter Gabriel coverte auf dem 2010 erschienenen Studioalbum mit dem Namen Scratch My Back das Lied Mirrorball von Elbow in einer orchestralen Fassung. Diese coverten daraufhin auf dem im Jahr 2013 erschienenen Kompilations-Album des Folgeprojektes And I’ll Scratch Yours das Lied Mercy Street von Peter Gabriel.
Das fünfte Album Build a Rocket Boys! wurde im März 2011 veröffentlicht.
Am 12. August 2012 spielten Elbow bei der Schlussfeier der Olympischen Spiele in London. Daraufhin stieg ihre bis dahin letzte Chartsingle One Day Like This erneut in die britische Hitparade ein und brachte ihnen ihren ersten Top-5-Hit.
Mit dem im März 2014 erschienenen Album The Take Off and Landing of Everything erreichten Elbow mit der Spitzenposition in den britischen und Platz 22 in den deutschen Albumcharts dort jeweils ihre bisher höchsten Platzierungen.
Im März 2016 wurde bekanntgegeben, dass Richard Jupp die Band verlassen würde.

## Auszeichnungen
- März 2008: Mercury Music Prize[2]
- Februar 2009: BRIT Awards “best british group” (deutsch: „Beste britische Gruppe“)[7]
- Mai 2009: Ivor Novello Award
  - “best contemporary song” (deutsch: „Bester zeitgenössischer Song“)[8]
  - “best song musically and lyrically” (deutsch: „Bester Song in Musik und Text“)[8]

## Diskografie

### Alben
| Jahr | Titel Musiklabel                                   | Höchstplatzierung, Gesamtwochen, AuszeichnungChartplatzierungen (Jahr, Titel, Musiklabel, Platzierungen, Wochen, Auszeichnungen, Anmerkungen) | Höchstplatzierung, Gesamtwochen, AuszeichnungChartplatzierungen (Jahr, Titel, Musiklabel, Platzierungen, Wochen, Auszeichnungen, Anmerkungen) | Höchstplatzierung, Gesamtwochen, AuszeichnungChartplatzierungen (Jahr, Titel, Musiklabel, Platzierungen, Wochen, Auszeichnungen, Anmerkungen) | Höchstplatzierung, Gesamtwochen, AuszeichnungChartplatzierungen (Jahr, Titel, Musiklabel, Platzierungen, Wochen, Auszeichnungen, Anmerkungen) | Höchstplatzierung, Gesamtwochen, AuszeichnungChartplatzierungen (Jahr, Titel, Musiklabel, Platzierungen, Wochen, Auszeichnungen, Anmerkungen) | Anmerkungen                                                           |
| Jahr | Titel Musiklabel                                   | DE | AT | CH | UK | US | Anmerkungen                                                           |
| ---- | -------------------------------------------------- | --- | --- | --- | --- | --- | --------------------------------------------------------------------- |
| 2001 | Asleep in the Back V2                              | — | — | — | UK14 Gold · (10 Wo.)UK | — | Erstveröffentlichung: 7. Mai 2001                                     |
| 2003 | Cast of Thousands V2                               | — | — | — | UK7 Gold · (5 Wo.)UK | US196 (1 Wo.)US | Erstveröffentlichung: 18. August 2003                                 |
| 2005 | Leaders of the Free World V2                       | DE86 (1 Wo.)DE | — | — | UK12 Gold · (5 Wo.)UK | — | Erstveröffentlichung: 12. September 2005                              |
| 2008 | The Seldom Seen Kid Fiction                        | — | — | — | UK5 ×3Dreifachplatin · (144 Wo.)UK | US109 (1 Wo.)US | Erstveröffentlichung: 17. März 2008                                   |
| 2011 | Build a Rocket Boys! Fiction                       | DE50 (2 Wo.)DE | — | CH54 (1 Wo.)CH | UK2 Platin · (51 Wo.)UK | US151 (2 Wo.)US | Erstveröffentlichung: 7. März 2011                                    |
| 2012 | Dead in the Boot Polydor                           | DE94 (1 Wo.)DE | — | — | UK4 Silber · (5 Wo.)UK | — | Erstveröffentlichung: 28. August 2012 Kompilations-Album der B-Seiten |
| 2014 | The Take Off and Landing of Everything Fiction     | DE22 (3 Wo.)DE | AT29 (2 Wo.)AT | CH30 (1 Wo.)CH | UK1 Gold · (27 Wo.)UK | US83 (2 Wo.)US | Erstveröffentlichung: 10. März 2014                                   |
| 2017 | Little Fictions Polydor                            | DE19 (2 Wo.)DE | AT31 (1 Wo.)AT | CH23 (2 Wo.)CH | UK1 Gold · (14 Wo.)UK | US172 (1 Wo.)US | Erstveröffentlichung: 3. Februar 2017                                 |
| 2017 | The Best Of Polydor                                | — | — | — | UK11 Gold · (16 Wo.)UK | — | Erstveröffentlichung: 24. November 2017                               |
| 2019 | Giants of All Sizes Polydor                        | DE32 (1 Wo.)DE | AT58 (1 Wo.)AT | CH27 (1 Wo.)CH | UK1 Silber · (12 Wo.)UK | — | Erstveröffentlichung: 11. Oktober 2019                                |
| 2020 | Live at the Ritz – An Acoustic Performance Polydor | — | — | — | UK58 (1 Wo.)UK | — | Erstveröffentlichung: 17. April 2020                                  |
| 2021 | Flying Dream 1 Polydor                             | DE50 (1 Wo.)DE | — | CH41 (1 Wo.)CH | UK7 (5 Wo.)UK | — | Erstveröffentlichung: 19. November 2021                               |
| 2024 | Audio Vertigo Polydor                              | DE35 (1 Wo.)DE | — | CH24 (1 Wo.)CH | UK1 (… Wo.)UK | — | Erstveröffentlichung: 22. März 2024                                   |

### Singles
| Jahr | Titel Album                             | Höchstplatzierung, Gesamtwochen, AuszeichnungChartsChartplatzierungen (Jahr, Titel, Album, Platzierungen, Wochen, Auszeichnungen, Anmerkungen) | Anmerkungen |
| Jahr | Titel Album                             | UK | Anmerkungen |
| ---- | --------------------------------------- | --- | ----------- |
| 2001 | Red Asleep in the Back                  | UK36 (2 Wo.)UK |             |
| 2001 | Powder Blue Asleep in the Back          | UK41 (2 Wo.)UK |             |
| 2001 | Newborn Asleep in the Back              | UK42 (2 Wo.)UK |             |
| 2002 | Asleep in the Back                      | UK19 (3 Wo.)UK |             |
| 2003 | Fallen Angel Cast of Thousands          | UK19 (5 Wo.)UK |             |
| 2003 | Fugitive Motel Cast of Thousands        | UK44 (2 Wo.)UK |             |
| 2004 | Not a Job Cast of Thousands             | UK26 (2 Wo.)UK |             |
| 2005 | Forget Myself Leaders of the Free World | UK22 (3 Wo.)UK |             |
| 2005 | Leaders of the Free World               | UK53 (1 Wo.)UK |             |
| 2008 | Grounds for Divorce The Seldom Seen Kid | UK19 Gold · (11 Wo.)UK |             |
| 2008 | One Day Like This The Seldom Seen Kid   | UK4 a ×2Doppelplatin · (66 Wo.)UK |             |
| 2012 | Open Arms Build a Rocket Boys!          | UK58 (1 Wo.)UK |             |
| 2017 | Magnificent (She Says) Little Fictions  | UK97 (1 Wo.)UK |             |
| 2017 | Golden Slumbers –                       | UK29 (7 Wo.)UK |             |

## Auszeichnungen für Musikverkäufe
| Goldene Schallplatte - Belgien - 2011: für das Album The Seldom Seen Kid - Niederlande - 2011: für das Album Build a Rocket Boys! | Platin-Schallplatte - Irland - 2008: für das Album The Seldom Seen Kid - 2011: für das Album Build a Rocket Boys! |

Anmerkung: Auszeichnungen in Ländern aus den Charttabellen bzw. Chartboxen sind in ebendiesen zu finden.
| Land/RegionAuszeichnungen für Musikverkäufe (Land/Region, Auszeichnungen, Verkäufe, Quellen) | Silber     | Gold     | Platin     | Verkäufe  | Quellen        |
| -------------------------------------------------------------------------------------------- | ---------- | -------- | ---------- | --------- | -------------- |
| Belgien (BRMA)                                                                               | —          | Gold1    | —          | 25.000    | ultratop.be    |
| Irland (IRMA)                                                                                | —          | —        | 2× Platin2 | 30.000    | irishcharts.ie |
| Niederlande (NVPI)                                                                           | —          | Gold1    | —          | 25.000    | nvpi.nl        |
| Vereinigtes Königreich (BPI)                                                                 | 2× Silber2 | 7× Gold7 | 6× Platin6 | 3.520.000 | bpi.co.uk      |
| Insgesamt                                                                                    | 2× Silber2 | 9× Gold9 | 8× Platin8 |           |                |